# Kuchnia wietnamska

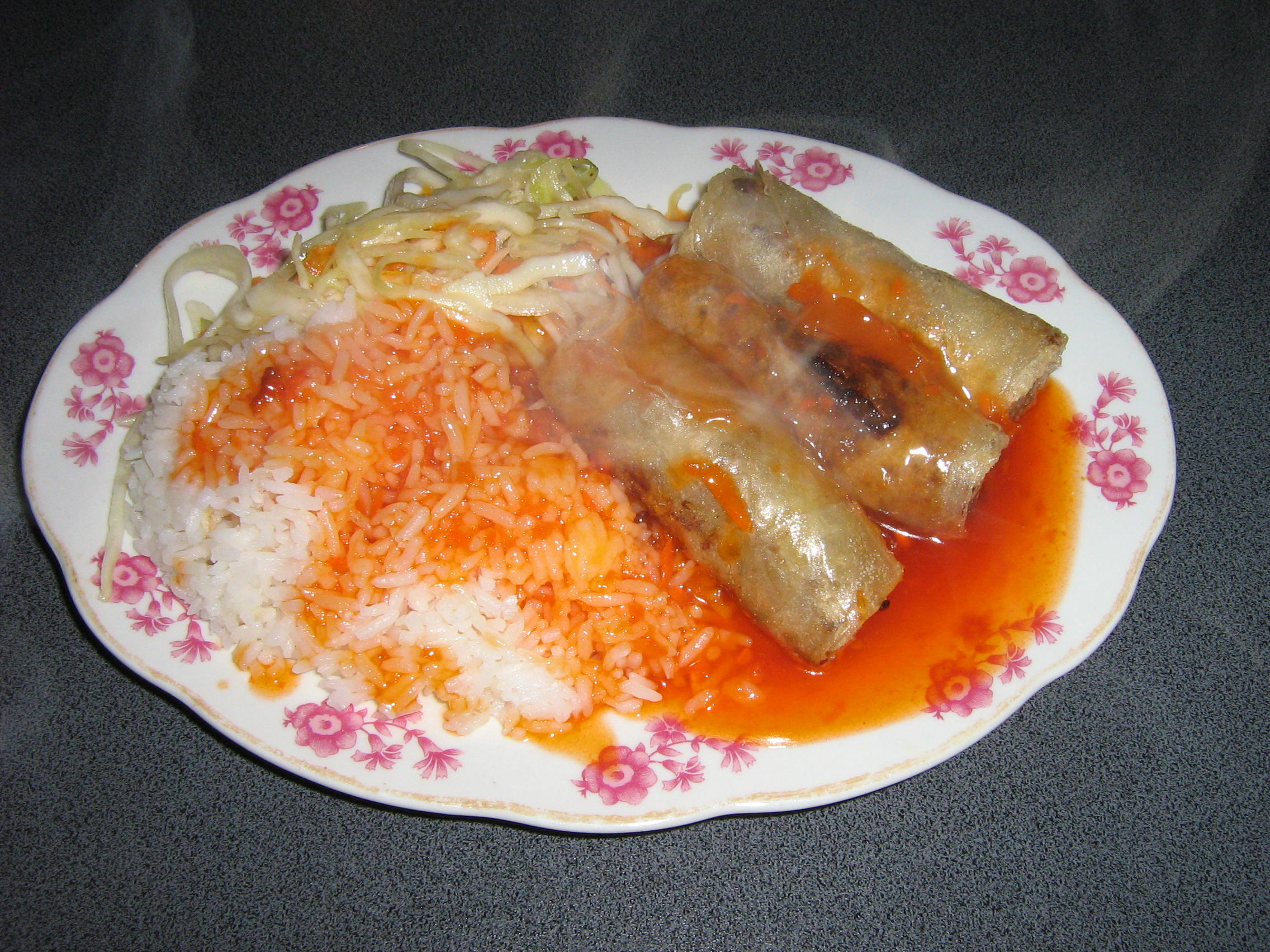
Sajgonki

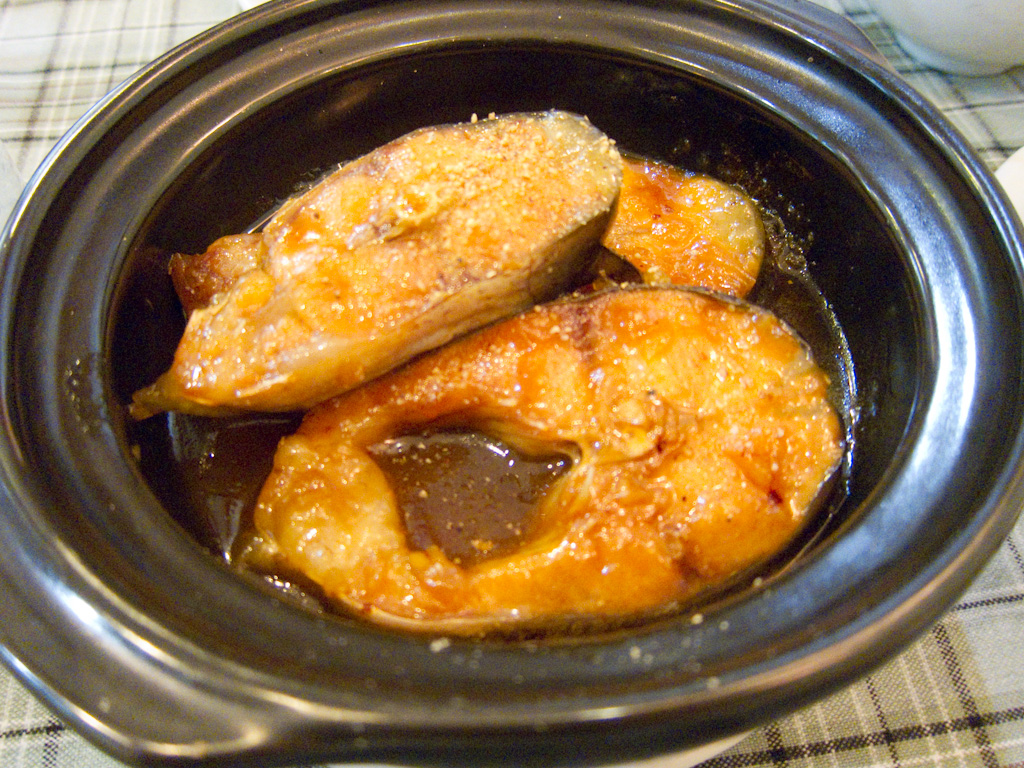
Sum po wietnamsku

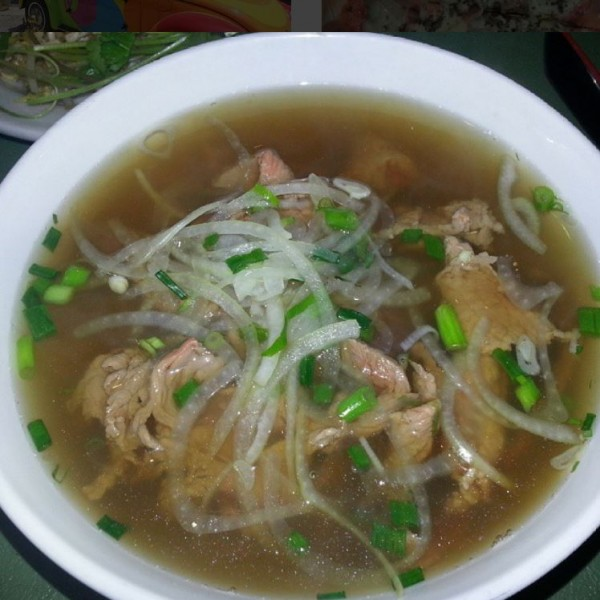
Phở

Kuchnia wietnamska – sztuka kulinarna Wietnamu; ogół potraw i napojów charakterystycznych dla tego kraju.
Tradycyjne wietnamskie potrawy są bardzo podobne do chińskich, ze względu na wielowiekowe chińskie wpływy kulturowe. Powszechnie do jedzenia używa się pałeczek i często korzysta z woka. Widoczną, ważną różnicą jest użycie sosu rybnego w miejsce sojowego. W wietnamskich przepisach używa się też bardzo często palczatki cytrynowej (Cymbopogon citratus), limonki (Citrus aurantifolia) oraz odmiany limonki o angielskiej nazwie kaffir lime (Citrus hystrix DC.), kolendry oraz mięty wietnamskiej. Inną różnicą jest stosowanie świeżych warzyw, zwłaszcza sałaty.
Podstawą pożywienia jest ryż, spożywany o każdej porze dnia, oraz różnego rodzaju makarony. Najbardziej ceniony jest krótko ziarnisty ryż kleisty gao nep, z którego sporządza się również desery. Z mięs najbardziej popularna jest wołowina, popularny jest także drób, na przykład kaczka. Często podaje się do chua, marynowane w occie ryżowym warzywa, a także kiszonki. Popularny jest np. kiszony arbuz. Ze względu na swoje nadmorskie położenie Wietnam słynie z obfitości ryb i owoców morza.  Kuchnia wietnamska ma też swoje wersje buddyjskich posiłków wegetariańskich.
Współczesna kuchnia wietnamska pozostaje również pod wpływem obyczajów francuskich kolonizatorów (1858 – ok. 1960), od Francuzów Wietnamczycy przejęli np. technikę sporządzania ciasta francuskiego z serowym nadzieniem. Przyjęły się w Wietnamie szparagi i pomidory i kawa, uprawiana na miejscu. Francuskie wpływy kulinarne najbardziej widoczne są w centrum kraju. Na południu znajdują się winnice, produkujące lokalne wino. Składniki potraw wietnamskich, obce dla kuchni tradycyjnej to masło, mleko, śmietana, pomidory, wino gronowe, kawa, ziemniaki, szparagi, chleb.
Pod względem tradycji kulinarnych Wietnam dzieli się na trzy regiony: Północ z Hanoi, gdzie stosuje się sos sojowy częściej niż w innych regionach, a także potrawy z węży i żab; Centrum, słynące z różnorodności warzyw i owoców; oraz Południe bazujące na rybach i owocach morza.

## Potrawy
Znane dania kuchni wietnamskiej:
- Nem − farsz zawijany w jadalny papier ryżowy — bardzo cienkie placki z mąki ryżowej — i smażony, lecz często spożywane również na surowo z różnego typu dipami. W Polsce potrawa jest znana jako sajgonki. Nemy robi się z farszem mięsnym, warzywnym, krewetkowym lub mieszanym we wszystkich kombinacjach.
- Phở – zupa, rodzaj rosołu z makaronem i dodatkami. Nazwa phở, w ścisłym znaczeniu, odnosi się do makaronu otrzymywanego w wyniku krojenia cienkich płatów ciasta ryżowego na długie wstążki. Makaron w postaci nitek, a co za tym idzie przyrządzane z niego potrawy, nazywane są bún. Tradycyjnie przyrządza się dwa rodzaje phở: phở bò z wołowiną i phở gà z mięsem kurczaka. Obecnie tworzone są różne wariacje z innymi dodatkami. Dodatki do phở nie są gotowane, lecz jedynie sparzone we wrzącej zupie, dlatego nie przyrządza się phở z wieprzowiny. Zupę najczęściej przyprawia się zieloną kolendrą i dosala sosem rybnym. Pho jest popularnym daniem w całym Wietnamie, je się ją zarówno na śniadanie, jak i na obiad lub kolację.
- smażona w ruchu, cienko pokrojona wieprzowina z makaronem ryżowym.
- bánh chung – tradycyjny placek noworoczny
- Bánh xèo – naleśniki z różnymi nadzieniami
- ban bo hue – pikantna potrawa z makaronu ryżowego z mięsem
- Banh Mi – to popularne bagietki wypełnione nadzieniem w postaci tofu, wieprzowiny, kurczaka lub sera z warzywami oraz innymi składnikami, według uznania. Jest to jedna z pozostałości po kolonizacji francuskiej
- Banh Beo – ciasto ryżowe gotowane na parze, posypane drobno krewetkami i serwowane z sosem sojowym
- Bo Ne – danie serwowane bezpośrednio na gorącej patelni. Składa się z wołowiny, jajka, cebuli i innych warzyw podawanych na osobnym talerzyku.
- Banh Nam – placki z mąki ryżowej z krewetkami, zwinięte w liściach bananowca[2]

Typowe składniki wietnamskich potraw:
- świeże zioła – kuchnię wietnamską od np. chińskiej odróżnia stosowanie dużej ilości świeżych ziół, m.in. natki kolendry czy tajskiej bazylii,
- mồng tơi – szpinak, bardziej mięsisty od polskiego, smakuje tak samo.
- cù nèo – liście rośliny wodnej limnocharis żółty
- rau muống – liście szpinaku wodnego
- nước mắm – sos rybny

Popularne napoje:
- zielona herbata jaśminowa
- ca phe – miejscowa mocna kawa robusta, podawana z cukrem i mlekiem, niekiedy z lodem,
- sok z trzciny cukrowej
- napój z ptasich gniazd